# Grignon, Savoie
Grignon este o comună în departamentul Savoie din sud-estul Franței. În 2009 avea o populație de 1.928 de locuitori.

## Evoluția populației
| An        | 1975  | 1982  | 1990  | 1999  | 2006  | 2009  |
| --------- | ----- | ----- | ----- | ----- | ----- | ----- |
| Populație | 1.113 | 1.373 | 1.610 | 1.688 | 1.975 | 1.928 |